# Nhái cây tí hon
Nhái cây tí hon (danh pháp: Raorchestes parvulus) là một loài ếch trong họ Rhacophoridae. Chúng được tìm thấy ở Campuchia, Myanmar, Thái Lan, Việt Nam, và có thể cả Lào.
Các môi trường sống tự nhiên của chúng là các khu rừng ẩm ướt đất thấp nhiệt đới hoặc cận nhiệt đới, các khu rừng vùng núi ẩm nhiệt đới hoặc cận nhiệt đới, vùng đất ẩm có cây bụi nhiệt đới hoặc cận nhiệt đới, đầm nước, vườn nông thôn, và các khu rừng trước đây bị suy thoái nặng nề.

## Hình ảnh

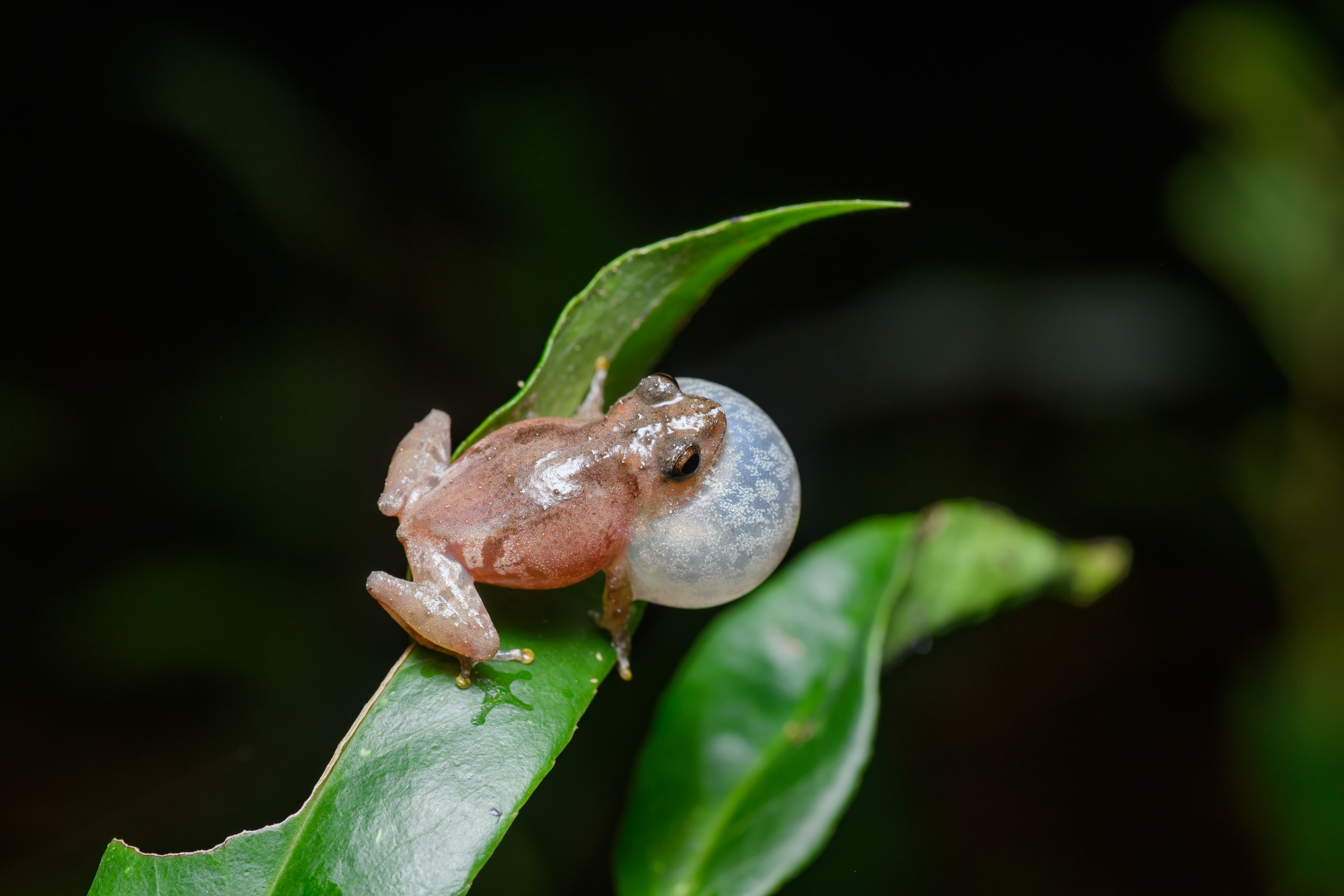
Male Raorchestes parvulus, dwarf bushfrog - Phu Kradueng National Park
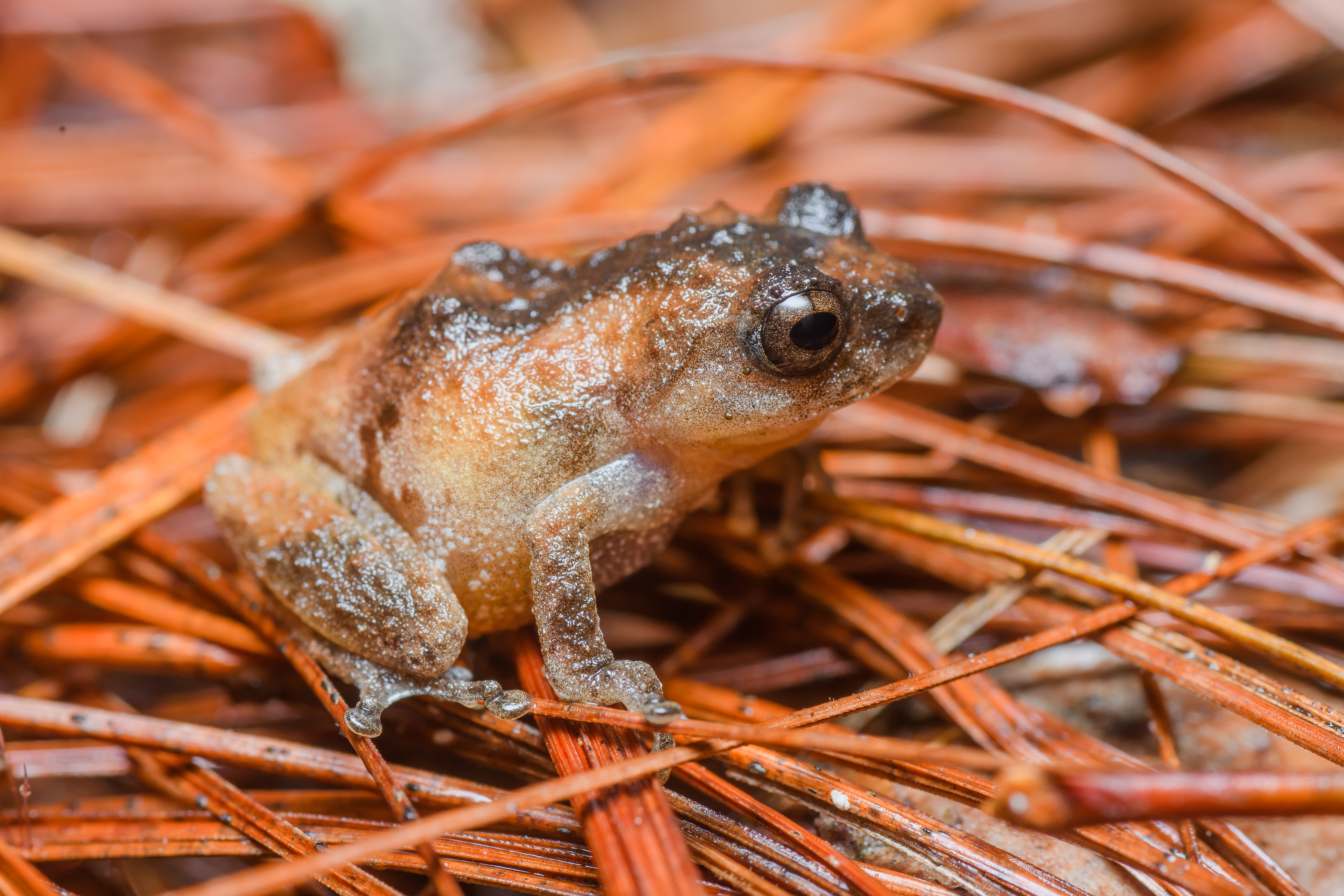
Female R. parvulus - Phu Kradueng National Park
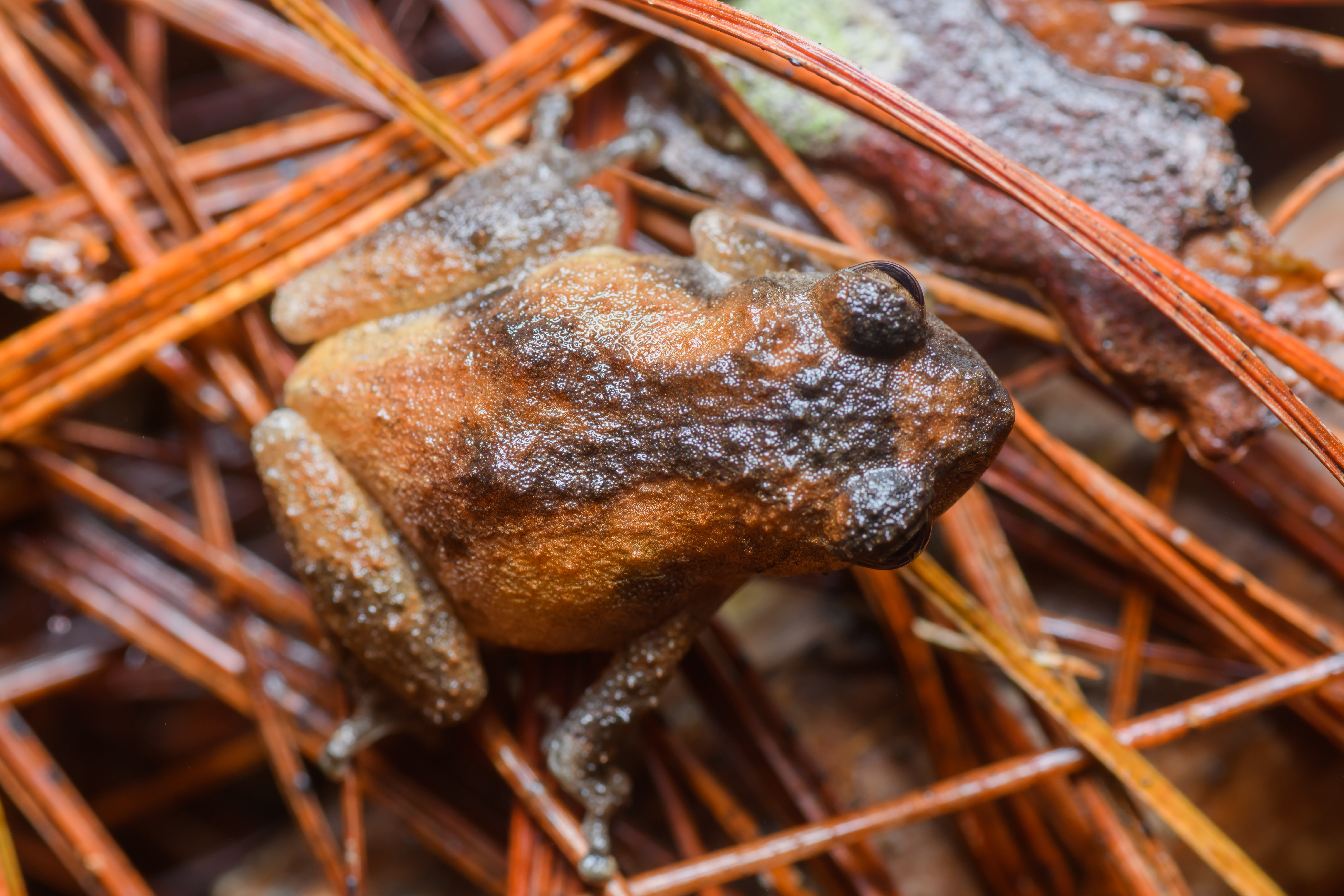
Female R. parvulus - Phu Kradueng National Park
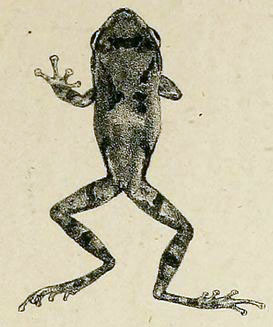